# Karl Eugen Dellenbusch
Karl Eugen Dellenbusch (* 11. Oktober 1901 in Arnsberg; † 19. Oktober 1959 in Wuppertal) war ein deutscher nationalsozialistischer Politiker, SS-Brigadeführer und während der NS-Zeit als auch danach langjähriger Hauptvorsitzender des Sauerländischen Gebirgsvereins.

## Leben
Dellenbusch, dessen Vater Versicherungskaufmann war, besuchte von 1908 bis 1913 die Volksschule und danach bis zum Abitur 1922 das humanistische Gymnasium in seiner Heimatstadt. Er absolvierte anschließend ein Studium der Rechts- und Staatswissenschaften sowie der Volkswirtschaft und Philosophie bis 1926. Nach dem Rechtsreferendariat trat er 1931 als Gerichtsassessor in den Staatsdienst ein. Ab 1931 war er zunächst als Richter am Amtsgericht und Landgericht in Arnsberg beschäftigt.
Zum 1. September 1932 trat er der NSDAP bei (Mitgliedsnummer 1.316.229) und begann eine politische Karriere, die ihn bis zuletzt eng mit Josef Terboven verband. Er übernahm mehrere Ämter in NS-Nebenorganisationen und betätigte sich ab 1932 mehrere Jahre als Gauredner im Gau Westfalen-Süd und wurde im März 1933 nach der Machtergreifung Stadtverordneter in Arnsberg. Von August 1933 bis September 1939 war er Mitglied der SA. 1933 übernahm er als nationalsozialistischer „Vereinsführer“ den Hauptvorsitz des Sauerländischen Gebirgsvereins, den er noch über die Zeit des Nationalsozialismus hinaus innehielt. Dort wirkte er im Sinne der Gleichschaltung und betrieb abschließend bis November 1933 den Austausch ihm nicht genehmer Vorstände der einzelnen Ortsabteilungen durch Parteigänger der NSDAP und deren Ideologie folgenden Vereinsmitglieder. In den Vereinsvorständen installierte er das Amt des Dietwarts.
Vom 1. September 1933 bis zum 1. Februar 1937 war er Vizepräsident des Regierungsbezirks Arnsberg, anschließend vom 1. Mai 1937 bis zum 1. Januar 1941 Vizepräsident des Regierungsbezirks Koblenz und hielt danach als Vizeoberpräsident der Rheinprovinz unter dem Oberpräsidenten Terboven bis 1945 kommissarisch das Amt des Koblenzer Regierungspräsidenten inne.
Am 1. Oktober 1939 trat er der SS bei (SS-Nummer 353.036), wo er ab Ende Januar 1943 den Rang eines Brigadeführers innehatte. Vom 13. September 1939 bis Mai 1945 war er zudem kommissarisch Regierungspräsident des Regierungsbezirks Köln in Vertretung des abwesenden Eggert Reeder.
Nach Beginn des Zweiten Weltkrieges war Dellenbusch von Oktober 1939 bis April 1940 stellvertretender Chef der Zivilverwaltung bei der Heeresgruppe B. Als Terboven nach der Besetzung Norwegens am 24. April 1940 zum Reichskommissar in Oslo ernannt wurde, folgte ihm Dellenbusch nach Skandinavien und war dort trotz fehlender Kompetenz für Wirtschafts- und Finanzfragen zuständig. Er begründete dort die sogenannte Hauptabteilung Volkswirtschaft und unterlag in einem Machtkampf um Terbovenes Stellvertreterposten einem weiteren politischen Zöglings Terbovens, Hans Dellbrügge. Im August 1940 wurde er noch Gebietskommissar in Bergen und blieb in diesem Amt bis Februar 1941.
Aufgrund einer Anzeige aus der Bevölkerung wurde Dellenbusch am 27. September 1945 in Arnsberg in der britischen Besatzungszone von der britischen Militärregierung verhaftet und zwei Jahre inhaftiert. Diese konnte ihm aber konkrete Kriegsverbrechen letztendlich nicht nachzuweisen. So wurde er im Dezember 1947 der Spruchkammer in Recklinghausen überstellt und schließlich zu 10.000 Reichsmark Geldstrafe verurteilt, die als durch die lange Haft abgegolten erklärt wurde. 1948 wurde er als Hauptvorsitzender des Sauerländischen Gebirgsvereins abgelöst, aber bereits 1954 wieder in das Amt gewählt.
Nach dem Zweiten Weltkrieg arbeitete Dellenbusch als Rechtsanwalt in Wuppertal-Elberfeld, wo er auch 1959 verstarb.